# 情景喜剧
處境喜劇（英語：situation comedy或其缩写sitcom）是一种喜剧演出形式，最初出现在電台广播中，但現在也常見於电视螢幕上。處境喜劇一般有固定的主演阵容，一条或多条故事线，围绕着一个或多个固定场景进行，如家庭或办公室。
这种形式一般认为出现在美国广播黄金时代（1920年代至1950年代），如今在世界范围内被广为接受。在很多国家，情景喜剧都是最受欢迎的电视节目之一。
美国的电视剧分类中，處境喜劇（sitcom）、肥皂剧（soap opera）和情节系列剧（drama）三者都属於“电视连续剧”的范畴；虽然後两者之间常互相渗透，但處境喜劇和後两者之间的区别很大。除情景喜剧外，其他一些搞笑成分居多的剧集，虽然在内容、表现形式、时间长短上（45分钟左右）和情节系列剧一样，但在参加电视奖项角逐时，通常也会归入喜剧类。

## 特点
传统上来讲，情景喜剧的人物一般都是独立的完整体，也就是说角色很大程度上是相对静态的，每一集结尾处此集故事也会解决。最典型的是动画类的情景喜剧，如《辛普森一家》和《蓋酷家庭》。
其他情景喜剧拥有持续发展的故事线，如1990年代人气很高的美国剧集《六人行》（又译《老友记》），十年中有几条故事主线并行发展，每一季结尾还会留下悬念，加入了大量肥皂剧的要素。其他的喜剧则涉足社会评判，如《全家福》（All in the Family）等。
家庭类情景喜剧有一点很常见，剧集进行到某个阶段家庭常常会添加成员：新生儿。不过婴幼儿无法掌控，所以除了可爱外对拍摄并没有什麽好处。因此大多数情景喜剧中出现的有台词的幼儿都是四五歲以上。
当代大部分情景喜剧是在固定的摄影棚内多摄像机拍摄的，一般还会有现场观衆参与笑声录制。剪辑制作好後，几天或几个礼拜後播出。也有一些情景喜剧并没有事先灌录的罐头笑声，比如美国近年来播出的《实习医生成长记》，以及中国的古装情景喜剧《武林外传》。《欲望城市》最开始也有情景喜剧味道，但後来没有选择这条道路。
大多数美国情景喜剧都是整30分钟长度（包括广告时间），也就是实际长度22分钟左右。其他国家的情况与美国不尽相同。美国的情景喜剧编剧，通常都是一大队人马开圆桌会议来编写讨论剧情，而英国的情景喜剧编剧通常为两人或只有一人。

## 作品舉例

### 英國
- 《辦公室風雲》（The Office，也改編了美國版本）
- 《黑爵士》（Blackadder）
- 《豆豆秀》（Mr. Bean）
- 《紅矮星號》（Red Dwarf）
- 《首相你想點》 (Yes Minister 及 Yes, Prime Minister)
- 《IT狂人》(The IT Crowd)

### 美國
- 《黃金女郎》（The Golden Girls）
- 《宋飛正傳》（Seinfeld）
- 《六人行》（Friends）
- （The Big Bang Theory）
- 《荒唐分局》 （Brooklyn Nine-Nine)
- 《摩登家庭》（Modern Family）
- 《老爸老妈的浪漫史》（How I Met Your Mother）
- 《歡樂酒店》（Cheers）
- 《歡樂一家親》（Frasier）
- 《威爾與格蕾絲》（Will & Grace）
- 《男人兩個半》（Two and a Half Men）
- 《發展受阻》（Arrested Development）
- 《大家都愛雷蒙》（Everybody Loves Raymond）
- 《极品老妈》 （MOM)
- 《新鮮王子妙事多》（The Fresh Prince of Bel-Air）
- 《全家福》（All in the Family）
- 《成長的煩惱》（Growing Pains）
- 《歡樂滿屋》（Full House）
- 《我愛露西》（I Love Lucy）
- 《陆军野战医院》（M*A*S*H）
- 《實習醫生成長記》（Scrubs）
- 《考斯比一家》（The Cosby Show）
- 《天才保姆》（The Nanny）
- 《我为卿狂》（Mad About You）
- 《風雲女郎》（Murphy Brown）
- 《三人行》（Three's Company）
- 《孟漢娜》（Hannah Montana）
- 《小查與寇弟的頂級生活》（The Suite Life of Zack and Cody）
- 《辛普森家庭》（The Simpsons）
- 《蓋酷家庭》（Family Guy）
- 《家有喜旺》（Raising Hope）
- 《房客小妹》（New Girl）
- 《心靈旋律》（Malibu Country）
- 《父母好室友》（How to Live with Your Parents (for the Rest of Your Life)）
- 《破產姐妹》（2 Broke Girls）

### 中國大陸
- 《我愛我家》（大陸情景喜劇的先鋒）
- 《闲人马大姐》
- 《东北一家人》
- 《编辑部的故事》
- 《老娘舅》
- 《七十二家房客》
- 《中國餐館》
- 《候车大厅》
- 《外来媳妇本地郎》（歷年來廣東省本地節目中全省收視第一）
- 《健康快车》
- 《炊事班的故事》
- 《松柏巷里万家人》
- 《一家老小向前冲》（湖南经视自制的以长沙话为主的方言情景喜剧，后也被湖北经视购入并配以武汉话后在湖北经视和武汉生活频道播出）
- 《都市男女》
- 《紅男綠女》（吉林衛視都市頻道播出的東北方言情景喜劇）
- 《武林外传》
- 《地下交通站》
- 《家有儿女》
- 《乘龍怪婿》
- 《爱情公寓》
- 《破事精英》

### 香港
- 《七十三 (電視劇)》
- 《香港八一至香港八六系列》
- 《城市故事》
- 《都市方程式》
- 《他來自江湖》
- 《同居三人組》
- 《公私三文治》
- 《婆媽女婿》
- 《茶煲世家》
- 《我愛俏冤家》
- 《我愛玫瑰園》
- 《卡拉屋企》
- 《愛生事家庭》
- 《開心華之里》
- 《餐餐有宋家》
- 《真情》
- 《FM701》
- 《男親女愛》
- 《皆大歡喜 (古裝版)》
- 《皆大歡喜 (時裝版)》
- 《高朋滿座》
- 《同事三分親》
- 《畢打自己人》
- 《女王辦公室》
- 《天天天晴》
- 《依家有喜》
- 《誰家灶頭無煙火》
- 《結·分@謊情式》
- 《愛·回家 (第一輯)》
- 《愛·回家 (第二輯)》
- 《愛·回家之八時入席》
- 《愛·回家之開心速遞》
- 《補習天后》

### 台灣
- 《家有嬌妻》
- 《台北康米地》
- 《好美麗診所》
- 《安室愛美惠》
- 《親戚不計較》
- 《鳥來伯與十三姨》
- 《麻辣鮮師》
- 《佳家福》
- 《母雞帶小鴨》
- 《媽媽·吉利·小叮噹》
- 《追妻三人行》
- 《家有仙妻》
- 《青春6人行》
- 《一加一不等於二》
- 《婆媳過招七十回》
- 《歡喜來逗陣》
- 《我家是戰國》
- 《連環泡》
- 《住左邊住右邊》及《之幸福小套房》、《之全民拼幸福》後續幾季
- 《老王同學會》
- 《我們一家都是人》
- 《江湖.com》
- 《米高級公寓》
- 《原來1家人》（80後情境喜劇）

### 日本
- 《我們這一家》
- 《HR》

### 南韓
- MBC情境喜劇
- KBS情境喜劇
- SBS情境喜劇
- tvN情境喜劇
- JTBC情境喜劇
- 順風婦產科